# Galla av Rom
Galla, född i Rom, död där 550, var en romersk änka och välgörare. Hon var dotter till konsuln Symmachus den yngre. Efter att ha gift sig och inom kort blivit änka grundade Galla ett kloster och ett sjukhus i närheten av Peterskyrkan. Hon bistod där sjuka och fattiga. Hon avled i bröstcancer år 550. En kyrka, Santa Galla Antiqua, helgad åt Galla fanns i närheten av Forum Holitorium i Rom. Den revs under 1930-talet och ersattes med Santa Galla i stadsdelen Garbatella. Galla vördas som helgon i Romersk-katolska kyrkan.

## Bilder
| - Kyrkan Santa Galla Antiqua i Rom. Gravyr av Giuseppe Vasi. - Kyrkan Santa Galla i stadsdelen Garbatella i Rom. |

### Webbkällor
- ”St. Galla”. Catholic Encyclopedia. New Advent. http://www.newadvent.org/cathen/06348a.htm. Läst 24 oktober 2019.
- ”Santa Galla di Roma, vedova”. Santi e Beati. http://www.santiebeati.it/dettaglio/48590. Läst 24 oktober 2018.